# Nina Williams (grimpeuse)
Nina Williams, née le 21 août 1990, est une grimpeuse professionnelle américaine installée à Boulder, dans le Colorado, connue principalement pour sa pratique du bloc de highball.

## Biographie
Nina Williams est née et a grandi à Pawtucket, en Rhode Island. Elle commence l'escalade dans le New Hampshire en 2002 après avoir testé le ballet, le football et l'équitation.
En 2017, Nina écrit un essai personnel pour le magazine Rock and Ice. Elle y parle des évènements étant survenus pendant son adolescence, en effet, elle a triché en falsifiant les résultats lors d'une compétition régionale qualifiante de l'USA Climbing. Cet incident lui vaut d'être banni des compétitions pour la saison. En 2016, elle donne une interview à Chris Weidner au cours de laquelle elle dit que la forte pression qu'elle subissait et le manque de confiance en elle l'avaient poussée à tricher. Pour retourner en compétition, Nina a dû trouver une nouvelle approche mentale. Elle écrit que plutôt que de grimper pour recevoir l'approbation des autres, elle « grimperait parce qu'elle adorait ça. »

## Carrière

### Bloc
En 2015, elle gravit son premier bloc coté 8B (V13) à Rocklands, en Afrique du Sud tout en réalisant la première ascension féminine de Ray of Light. Nina est connue pour sa pratique du bloc de highball qui consiste à gravir des blocs très hauts sans corde, combinant ainsi le côté physique du bloc et le côté mental du free solo. En 2017, elle réalise la première ascension féminine de Ambrosia au Buttermilks que Climbing Magazine qualifie du « free solo le plus dur jamais réalisé par une femme ». Nina grimpe également deux autres voies difficiles sur le même bloc : Evilution Direct (8A) et Footprints (7C+). Réaliser ces trois voies, lui permet de compléter ce qu'on appelle le « Grandpa Peabody Trifecta », elle est la première femme à le faire.
En février 2018, elle réalise la quatrième ascension (et première féminine) de Window Shopper 8A+ (V12) à Boulder, dans le Colorado. En mars 2019, elle réalise la septième ascension (et première féminine) de Too Big to Flail 7C+ (V10), un highball de plus de 15 mètres au Buttermilks. Elle fait une apparition dans le court-métrage The High Road (2019), sélectionné pour le Festival du Film de montagne de Banff et montré lors de la tournée filmographique Reelrock 14. Le film se concentrait sur la préparation avec corde de Nina en prévision de l'ascension d'un highball. Il se termine sur son ascension de Too Big to Flail 7C+ (V10), un highball de plus de 15 m au Buttermilks.

### Difficulté
En 2016, elle sort Final Frontier, une voie de difficulté en plusieurs longueur cotée 5.13b à Yosemite, ainsi que Father Time (5.13b) en 2018.

## Ascensions notables
- 2015 : Speed of Life V10, Farley, Massachusetts[11]
- 2015 : Footprints V9, Bishop, Californie[12]
- 2015 : Ray of Light V13, Rocklands, Afrique du Sud — Première ascension féminine[13]
- 2016 :  Final Frontier 5.13b, Yosemite, Californie[10]
- 2016 :  Evilution Direct V11, Bishop, Californie — Première ascension féminine[14]
- 2017 : Ambrosia V11, Bishop, Californie - Première ascension féminine, première femme à compléter le Grandpa Peabody trifecta[15]
- 2018 : Father Time 5.13b, Yosemite, Californie[16]
- 2018 : Window Shopper V12, Boulder, Colorado — Première ascension féminine[17]
- 2019 : Too Big To Flail V10, Bishop, Californie — Septième ascension, première ascension féminine[18]